# Liste der Kulturdenkmäler in Kamp-Bornhofen
In der Liste der Kulturdenkmäler in Kamp-Bornhofen sind alle Kulturdenkmäler der rheinland-pfälzischen Ortsgemeinde Kamp-Bornhofen aufgeführt. Grundlage ist die Denkmalliste des Landes Rheinland-Pfalz (Stand: 8. Dezember 2023).

## Denkmalzonen
| Bezeichnung            | Lage                                                      | Baujahr                 | Beschreibung | Bild                           |
| ---------------------- | --------------------------------------------------------- | ----------------------- | --- | ------------------------------ |
| Denkmalzone Im Kloster | Kamp, Rheinuferstraße 8, 12, 13 und 14 Lage               | ab dem 15. Jahrhundert  | Reste der ehemaligen Kloster- und Pfarrkirche St. Nikolaus (Westturm von 1870, doppelgeschossiger Anbau des 15. Jahrhunderts) mit den ehemaligen Klostergebäuden (Baugruppe des 18. Jahrhunderts mit Veränderungen) und den benachbarten Adelshöfen | weitere Bilder Fotos hochladen |
| Denkmalzone Adelshöfe  | Kamp, Rheinuferstraße 16, 19, 20, Im Klostergarten 4 Lage | 15. bis 17. Jahrhundert | ehemalige Adelshöfe; verschachtelter Baukomplex aus dem ehemaligen Wörther Hof, einem verputzten Fachwerkbau von 1519 mit hohem Walmdach und Treppenturm, dem ehemaligen von Arscheidschen Haus, einem stattlichen spätgotischen Massivbau mit Treppenturm mit rheinseitigem Fachwerkgeschoss, einem die beiden Bauten verbindenden Zwischentrakt, einem Anbau von 1619 sowie dem den Hofraum rheinseitig abschließenden Gartenhaus mit Pavillon von Rheinuferstraße 20: nur Gartenhaus und Pavillon | Fotos hochladen                |

## Einzeldenkmäler
| Bezeichnung                          | Lage                                                       | Baujahr                     | Beschreibung | Bild                           |
| ------------------------------------ | ---------------------------------------------------------- | --------------------------- | --- | ------------------------------ |
| Wohnhaus                             | Bornhofen, Burgenstraße 3 Lage                             | 18. Jahrhundert             | dreigeschossiger Mansardwalmdachbau, teilweise Fachwerk, 18. Jahrhundert | BW                             |
| Wohnhaus                             | Bornhofen, Burgenstraße 7 Lage                             | 1707                        | dreigeschossiges Fachwerkhaus, teilweise massiv, bezeichnet 1707, teilweise um 1800 | BW                             |
| Wallfahrtskirche                     | Bornhofen, Kirchplatz 3 Lage                               |                             | Wiederaufbau um 1950 nach Brand unter Beibehaltung der Umfassungsmauern der frühgotischen ehemaligen Hallenkirche; Gesamtanlage mit den ehemaligen Klostergebäuden, 18. Jahrhundert, Portal bezeichnet 1737                                                                      | weitere Bilder Fotos hochladen |
| Nischenädikula                       | Bornhofen, Kirchplatz, an Nr. 5 Lage                       |                             | barocke Nischenädikula mit barocker Skulptur, Wappen des Erzbischofs Johann VIII. Hugo von Orsbeck | Fotos hochladen                |
| Kreuz                                | Bornhofen, Rheinuferstraße, bei Nr. 111 Lage               | 1774                        | Schaftkreuz, Basalt, bezeichnet 1774 | BW                             |
| Burg Sterrenberg                     | Bornhofen, östlich des Ortes Lage                          | ausgehendes 12. Jahrhundert | mächtiger Bergfried in engem Zwinger innerhalb eines rechteckigen Berings, ausgehendes 12. Jahrhundert; jüngerer palasartiger Bau, sogenanntes „Frauenhaus“; innere Schildmauer wohl romanisch, äußere Schildmauer aus dem 14. Jahrhundert                                       | weitere Bilder Fotos hochladen |
| Burg Liebenstein                     | Bornhofen, südöstlich des Ortes Lage                       | vor 1295                    | erhalten von der 1295 bezeugten Anlage: Schildmauer, Bergfried, Wohnturm aus dem 14. Jahrhundert, Reste der Toranlage sowie Ruine eines Turms mit Fachwerkkanälen | weitere Bilder Fotos hochladen |
| Bahnhof Kamp-Bornhofen               | Kamp, Bahnhofstraße 13 Lage                                | um 1865                     | spätklassizistischer Typenbau, um 1865 | Fotos hochladen                |
| Wohnhaus                             | Kamp, Erzbischof-Roos-Straße 11/13 Lage                    | um 1800                     | Fachwerkhaus, teilweise massiv und verschiefert, Mansarddach, um 1800 | Fotos hochladen                |
| Katholische Pfarrkirche St. Nikolaus | Kamp, Erzbischof-Roos-Straße 15 Lage                       | 1902–04                     | neuromanische Pfeilerbasilika, 1902–04, Architekt Dormann, Wiesbaden; in der Kirche: frühgotische Altarmensa, spätgotisches Sakramentstabernakel, ehemalige Doppelgrabmal, Mitte des 16. Jahrhunderts, Kreuzigungsgruppe bezeichnet 1716, Oberteil einer Nikolausstatue, um 1700 | weitere Bilder Fotos hochladen |
| Kreuzigungsgruppe                    | Kamp, Friedhofsweg, auf dem Friedhof Lage                  | 1882                        | Kreuzigungsgruppe, wohl von 1882 | Fotos hochladen                |
| Wohnhaus                             | Kamp, Kreuzstraße ohne Nummer/6/8 Lage                     | 18. Jahrhundert             | langgestrecktes Wohnhaus, im Kern wohl aus dem 18. Jahrhundert; Haus ohne Nummer verputzt, äußeres Erscheinungsbild aus dem fortgeschrittenen 19. Jahrhundert, Nr. 6 verputzt, Nr. 8 Fachwerk, teilweise massiv                                                                  | BW                             |
| Wohnhaus                             | Kamp, Kreuzstraße 21 Lage                                  | 1740                        | stattliches dreigeschossiges Fachwerkhaus, teilweise massiv, Mansarddach, bezeichnet 1740 | Fotos hochladen                |
| Wohnhaus                             | Kamp, Kreuzstraße 41 Lage                                  | 16. oder 17. Jahrhundert    | verputztes Fachwerkhaus, wohl aus dem 16. oder 17. Jahrhundert | BW                             |
| Wohnhaus                             | Kamp, Kreuzstraße 61 Lage                                  | 17. oder 18. Jahrhundert    | verputztes Fachwerkhaus, wohl aus dem 17. oder 18. Jahrhundert | BW                             |
| Kapelle                              | Kamp, Marienstraße, neben Nr. 2 Lage                       | 18. Jahrhundert             | Kapelle, wohl aus dem 18. Jahrhundert oder früher | BW                             |
| Wohnhaus                             | Kamp, Pantaleonstraße 3 Lage                               |                             | ehemaliges Hofhaus; Treppengiebelbau, im Kern spätgotisch | Fotos hochladen                |
| Wohnhaus                             | Kamp, Pantaleonstraße 8/10 Lage                            |                             | Wohnhaus, verputzt, wohl Fachwerk | BW                             |
| Wohnhaus                             | Kamp, Pastor-Rentz-Straße 2 Lage                           |                             | kubischer Walmdachbau, alter Gewölbekeller | BW                             |
| Kirchturm und Klostergebäude         | Kamp, Rheinuferstraße 14 Lage                              |                             | Kirchturm der ehemaligen katholischen Pfarrkirche St. Nikolaus und ehemaliges Kloster; dreigeschossiger Westturm, 1870, doppelgeschossiger Anbau der 1954 abgebrannten gotischen Hallenkirche aus dem 15. Jahrhundert                                                            | Fotos hochladen                |
| Rathaus                              | Kamp, Rheinuferstraße 34 Lage                              | 1853                        | dreigeschossiger Bruchsteinbau, angeblich von 1853, 1854 erhöht | Fotos hochladen                |
| Wohnhaus                             | Kamp, Rheinuferstraße 35 Lage                              | 1733                        | Fachwerkhaus, teilweise massiv, Mansarddach, angeblich von 1733 | Fotos hochladen                |
| Skulptur                             | Kamp, Rheinuferstraße, an Nr. 40 Lage                      | um 1430                     | Muttergottesstatue, Holz, mittelrheinisch, um 1430 | Fotos hochladen                |
| Kriegerdenkmal                       | Kamp, Rheinuferstraße, gegenüber Nr. 47 Lage               | 1896                        | Kriegerdenkmal 1866 und 1870/71, Sandstein, bezeichnet 1896 | Fotos hochladen                |
| Kreuzweg                             | Kamp, Rheinuferstraße, bei Nr. 67, 74, 82, 93 und 107 Lage | vor 1863                    | fünf neugotische Kreuzwegstationen, vor 1863 | BW                             |
| Wegekreuz                            | Kamp, Rheinuferstraße, bei Nr. 69 Lage                     |                             | Schaftkreuz, Basalt, bezeichnet 1736 oder 1776 | BW                             |
| Wohn- und Geschäftshaus              | Kamp, Schulstraße 2 Lage                                   | 1731                        | Fachwerkbau, teilweise massiv, angeblich von 1731 | BW                             |
| Wohnhaus                             | Kamp, Schulstraße 10 Lage                                  | 17. oder 18. Jahrhundert    | verputztes Fachwerkhaus, wohl aus dem 17. oder 18. Jahrhundert | BW                             |
| Backeskreuz                          | Kamp, Schulstraße, an Nr. 12 Lage                          | 1662                        | Altarkreuz, bezeichnet 1662 | BW                             |
| Von der Leyen’scher Hof              | Kamp, Von-der-Leyen-Straße 2 Lage                          | 1594                        | stattlicher Renaissancebau, sechseckiger Treppenturm, Fachwerkquerflügel, bezeichnet 1594 | Fotos hochladen                |
| Wohnhaus                             | Kamp, Von-der-Leyen-Straße 13 Lage                         | um 1800                     | Fachwerkhaus mit Querbau, um 1800 | BW                             |
| Domäne Marienberg                    | Kamp, nordwestlich des Ortes Lage                          | 17. oder 18. Jahrhundert    | Fachwerkhaus, teilweise massiv, verputzt und verkleidet, wohl aus dem 17. oder 18. Jahrhundert | BW                             |

## Ehemalige Kulturdenkmäler
| Bezeichnung | Lage                              | Baujahr                  | Beschreibung | Bild |
| ----------- | --------------------------------- | ------------------------ | --- | ---- |
| Wohnhaus    | Kamp, Kreuzstraße 55 Lage         | 17. oder 18. Jahrhundert | Fachwerkhaus, verputzt bzw. verschiefert, wohl aus dem 17. oder 18. Jahrhundert, verputzter Fachwerkvorbau; aus Denkmalliste gelöscht und abgebrochen | BW   |
| Wohnhaus    | Kamp, Kreuzstraße 68 Lage         | 17. oder 18. Jahrhundert | Wohnhaus, verputzt und verschiefert, wohl aus dem 17. oder 18. Jahrhundert; etwa 2013 abgebrochen                                                     | BW   |
| Wohnhaus    | Kamp, Von-der-Leyen-Straße 3 Lage | 18. Jahrhundert          | Fachwerkhaus, teilweise verputzt, 18. Jahrhundert; aus Denkmalliste gelöscht                                                                          | BW   |